# Belostomatidae
Belostomatidae Leach, 1815 су породица стеница (Heteroptera). Ова породица обухвата најмање 500 врста, највише је забележено у неотропима. 

## Опште одлике
Народни назив за ову породицу стеница је "џиновске водене стенице", оне су највеће стенице са величином од 9 до 110 mm. Добри су летачи, али ипак су прилагођене за живот у води. Имају ваздушне резервоаре који се код одраслих јединки налазе на осмом абдоминалном сегменту и представља најкарактеристичнију особину ове групе. Код ове породице стену+ица се ваздух преноси у складиште испод хемиелитри преко канала који формирају сете, за разлику од представника породице Nepidae код којих се формира цев за пренос ваздуха. Фемури предњих ногу су пљоснати и широки, са жљебом у који улази тибија. Женке Belostomatidae полажу јаја на дорзалну површину мужјака, што је јединствена појава у свету инсеката. Мужјаци носе јаја на дорзалној страни абдомена а за њихов даљи развој важно је да јаја буду изложена атмосферском ваздуху. Већина представника ове породице су способни да избацују течност непријатног мириса кроз анус, као одбрамбени механизам.

Многе врсте ове породице живе у стајаћим водама, иако су добри летачи обично леже и чекају плен. Већина врста су предатори, хране се практично свим што могу да улове уклјучујући и кичмењаке. Дисање се код одраслих одвија углавном кроз дорзални спиракулум, остали вентрални спиракули имају мању улогу у дисању.

У Србији је до сада забележена једна врста Lethocerus patruelis (Stål 1854).